# Hörlesbach
Der Hörlesbach ist ein über 2 km langer Bach zuerst am Rande des Gemeindegebietes von Frankenhardt im Landkreis Schwäbisch Hall im nordöstlichen Baden-Württemberg, dann innerhalb desselben. Er mündet am Ende des südwärts ziehenden Unterlaufs nahe dem Weiler Fichtenhaus der Gemeinde von links in die mittlere Speltach.

## Geographie

### Verlauf
Der Hörlesbach entsteht im großen Waldgebiet Hörle etwa 0,9 km nördlich von Fichtenhaus auf etwa 448,3 m ü. NHN am Dreieck der Teilortgemarkungen von Oberspeltach im Nordwesten, Gründelhardt im Süden (beide zu Frankenhardt) und von Onolzheim im Nordosten (zu Crailsheim). Der Bach fließt für knapp die Hälfte seines Weges auf der Grenze zwischen den letzten beiden im Wald nach Ostsüdosten, quert dabei die L 1066 Crailsheim–Frankenhardt und knickt dann auf Südsüdwestlauf ab.
Nun folgt er ziemlich exakt der Gemarkungsgrenze zwischen Gründelhardt und dem Frankenhardter Teilort Honhardt. Bald trennt er dort das bewaldete Hanggewann Speltachhalde am linken Ufer von der Flurbucht Greut am rechten, jenseits derer die Landesstraße am anderen Waldrand parallel läuft. Aus dem Hörle gegenüber kommend, mündet von rechts der Fichtenbach zu. Nachdem der Hörlesbach die K 2640 Fichtenhaus–Unterspeltach gekreuzt hat, löst er sich ganz vom Wald und fließt seine letzten 300 Meter über die offene Speltachaue. Etwa 500 Meter südöstlich von Fichtenhaus und etwa 200 Meter nordwestlich des Gründischen Brunnens gegenüber mündet der Hörlesbach von links und auf etwa 416 m ü. NHN in die mittlere Speltach.
Der Hörlesbach mündet nach einem 2,2 km langen Lauf mit mittlerem Sohlgefälle von 15 ‰ etwa 32 Höhenmeter unterhalb seines Ursprungs.

### Einzugsgebiet
Der Hörlesbach hat ein 1,5 km² großes Einzugsgebiet, das zu über drei Vierteln aus Wald besteht und nirgends besiedelt ist. Es liegt, naturräumlich gesehen, im Unterraum Burgberg-Vorhöhen und Speltachbucht der Schwäbisch-Fränkischen Waldberge und grenzt mit seiner Nordseite teilweise an den Unterraum Crailsheimer Bucht der Hohenloher und Haller Ebene.
Das Einzugsgebiet liegt im Gipskeuper (Grabfeld-Formation). An der Flurbucht Greut läuft der Hörlesbach in einem breiten, diese fast ausfüllendem Auenlehmband, zuletzt in dem der Speltach. Am Greut folgt der Bach auf einem kurzen Abschnitt einer Störung.
Der höchste Punkt im Wald nahe der Nordwestecke erreicht etwa 480,9 m ü. NHN. Der Waldhang Heiligenwald jenseits der nördlichen Wasserscheide fällt zum Aspenbächle ab, einem Zufluss der Maulach. Im Nordosten entwässert der kurze Quellbach eine Quelle im Hirtenfeld zur Maulach. Im Osten führt der Scheidklingenbach den Abfluss jenseits der Scheide ebenfalls von links und weiter abwärts zur Speltach, im Westen tut dies speltachaufwärts der ebenfalls kurze Breitbach und im Nordwesten der Gronbach.
Das Gebiet teilt sich auf in den größten Flächenteil innerhalb des Hörlesbach-Rechtsbogens, der zur Gemarkung Gründelhardt gehört, einen Zwickel der offenen Hochebene Eichwald über der Bachquelle, die zur Gemarkung Oberspeltach rechnet, einen schmalen Streifen Honhardter Gemarkung links des Unterlaufs, welche drei alle zur Gemeinde Frankenhardt gehören. Der zweitgrößte Anteil im Norden und linksseits des Oberlaufs hat die Onolzheimer Stadtteilgemarkung von Crailsheim.

### Zuflüsse
- (Bach im nördlichen Hörle), von links und Nordwesten auf etwa 423 m ü. NHN[LUBW 2] nahe der Unterquerung der L 1066, bis zu 0,7 km[LUBW 5] und ca. 0,273 km².[LUBW 4] Läuft im Bereich der Landesstraße in einem Kunstgraben. Mit unbeständiger Wasserführung.
- Fichtenbach, von rechts und Westnordwesten auf etwa 423 m ü. NHN[LUBW 2] in der nördlichen Flurbucht Greut zwischen den Waldgewannen Hörles und Speltachhalde etwa 0,7 km ostnordöstlich von Fichtenhaus, 0,8 km[LUBW 3] und ca. 0,3 km².[LUBW 4] Entsteht auf etwa 440 m ü. NHN[LUBW 2] ca. 0,5 km nördlich von Fichtenhaus im Wald Hörles. Unterlauf im Greut dräniert.

## Natur
Der Hörlesbach ist ein einen halben bis anderthalb Meter breiter Waldbach, der im und am Wald leicht schlängelig verläuft. Sein Bett unter teils steilen, teils flachen Ufern zeigt auf dem Grund Sand und Schlamm. In seinem Einzugsgebiet gibt es überwiegend tonige Böden, auf denen meist Nadelholz steht. Den Bach selbst begleiten oft Schwarzerlen. Auf seinen letzten dreihundert Metern über die Speltachaue verläuft er in einem gerade gezogenen Graben, neben dem nun auch Weiden stehen.

### LUBW
Amtliche Online-Gewässerkarte mit passendem Ausschnitt und den hier benutzten Layern: Lauf und Einzugsgebiet des Hörlesbachs

Allgemeiner Einstieg ohne Voreinstellungen und Layer: Daten- und Kartendienst der Landesanstalt für Umwelt Baden-Württemberg (LUBW) (Hinweise)
1. 1 2  Höhe nach schwarzer Beschriftung auf dem Hintergrundlayer Topographische Karte.
2. 1 2 3 4  Höhe nach dem Höhenlinienbild auf dem Hintergrundlayer Topographische Karte.
3. 1 2  Länge nach dem Layer Gewässernetz (AWGN).
4. 1 2 3  Einzugsgebiet abgemessen auf dem Hintergrundlayer Topographische Karte.
5. ↑  Länge abgemessen auf dem Hintergrundlayer Topographische Karte.
6. ↑  Natur teilweise nach dem Layer Biotop.

### Andere Belege
1. ↑  Wolf-Dieter Sick: Geographische Landesaufnahme: Die naturräumlichen Einheiten auf Blatt 162 Rothenburg o. d. Tauber. Bundesanstalt für Landeskunde, Bad Godesberg 1962. → Online-Karte (PDF; 4,7 MB)
2. ↑  Geologie nach den Layern zu Geologische Karte 1:50.000 auf: Mapserver des Landesamtes für Geologie, Rohstoffe und Bergbau (LGRB) (Hinweise)